# Leihverkehr (Museum)

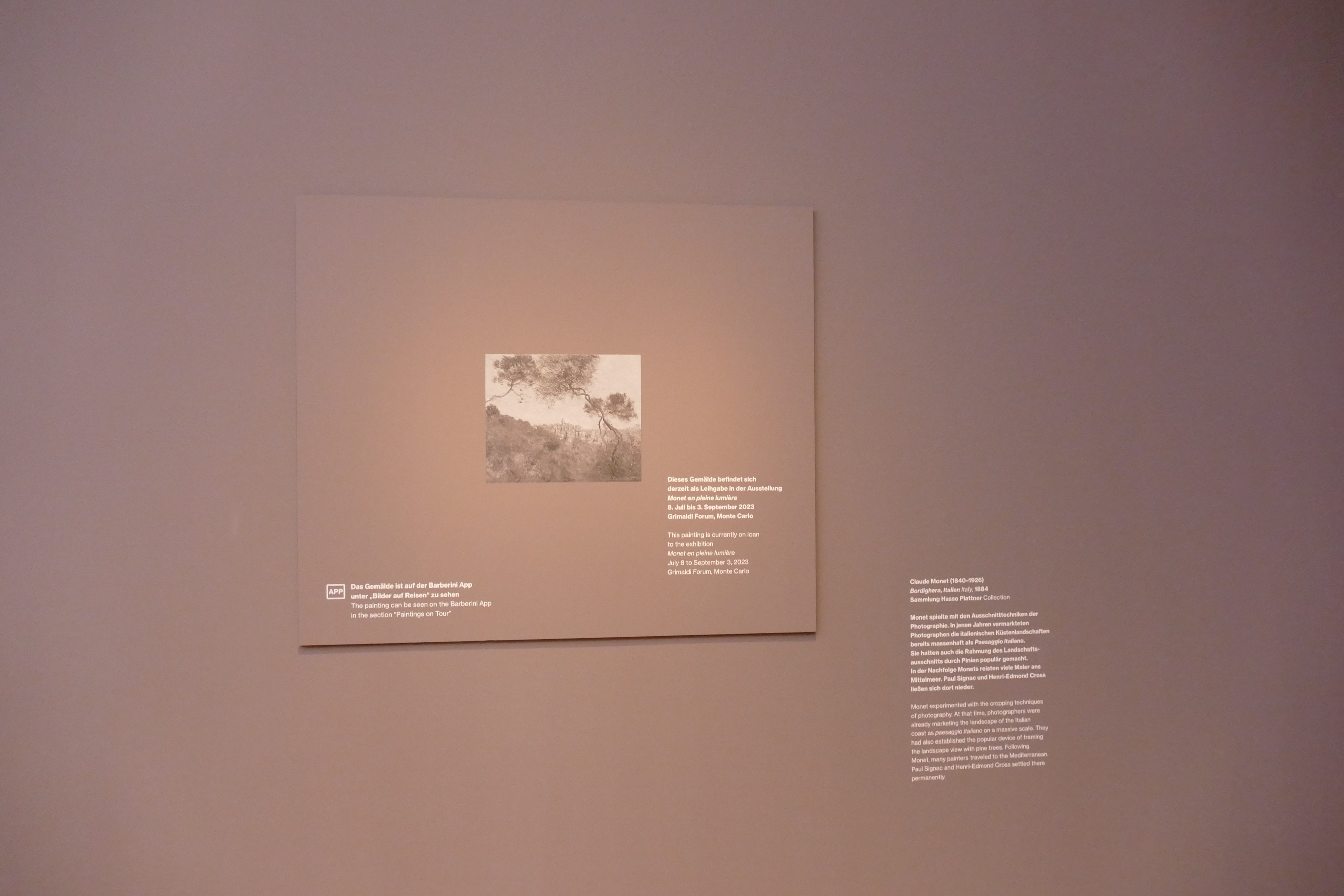
Dokumentation einer Leihgabe im Museum Barberini

Der Leihverkehr ist Teil der Organisations- und Verwaltungstätigkeit in einem Museum. Vor allem für Sonderausstellungen werden dabei Museumsobjekte als Leihgaben zeitweise in die Obhut eines anderen Museums oder einer Ausstellungsorganisation übergeben, wofür in der Regel ein Leihvertrag abgeschlossen wird.
Wichtige Teilbereiche in der Organisation des Leihverkehrs sind die Versicherung und der Transport der Leihobjekte, ihre konservatorische und restauratorische Betreuung vor, während und nach der Ausleihe sowie die Dokumentation des Leihvorgangs.